# Rami Koivisto
Pour les articles homonymes, voir Koivisto.
Rami Koivisto (né le 23 avril 1968 à Helsinki en Finlande) est un joueur professionnel finlandais de hockey sur glace.

## Biographie

### Carrière de joueur
Rami Koivisto commence sa carrière en 1990 au Vantaa HT qui évolue alors dans la I-Divisioona (en).
En 1991, il signe pour le club de la capitale, les Jokerit d'Helsinki avec lequel il remporte deux titres de champion de Finlande en 1992 et 1994 et un titre de champion d'Europe en 1995.
Rami Koivisto décide ensuite de quitter la Finlande et de rejoindre la France avec tout d’abord les Dragons de Rouen lors de la saison 1995-1996, puis le club des Albatros de Brest avec lequel il remporte le titre de champion de France en 1997 et enfin celui des Brûleurs de Loups de Grenoble avec lequel il remporte le titre de champion de France en 1998.
À la suite de l'exclusion des Brûleurs de Loups de Grenoble du championnat 1999-2000 et la rétrogradation du club en Division 3 il retourne jouer une saison avec les Albatros de Brest en Division 1.
Les Brûleurs de Loups sont réintégrés en Élite la saison suivante et Rami Koivisto retourne alors à Grenoble.
Rami Koivisto retourne ensuite en Finlande au Oulunkylän Kiekko-Kerho lors de la saison 2001-2002, puis revient en France à l'Avalanche du Mont-Blanc en Division 1 la saison suivante. Il arrête sa carrière avant de la reprendre cinq ans plus tard au Nummelan Palloseura pour une toute dernière saison en II-Divisioona (fi).

## Palmarès
- Avec les Jokerit d'Helsinki
  - Champion de Finlande :
    - 1992
    - 1994

  - Champion d'Europe :
    - 1995
- Avec les Albatros de Brest
  - Champion de France :
    - 1997
- Avec les Brûleurs de Loups de Grenoble
  - Championnat de France :
    - 1998